# گراب سفلی
گَراب سُفلی یا گَراب پایین شهری است در استان کهگیلویه و بویراحمد ایران. این شهر در بخش لوداب از توابع شهرستان بویراحمد قرار گرفته‌است.

## جمعیت
بر پایه سرشماری عمومی نفوس و مسکن در سال ۱۳۹۵ جمعیت این شهر ۵۴۵ نفر (در ۱۲۵ خانوار) بوده‌است؛ که با این حساب، این شهر جزو ۱۰ شهر دارای کمتر از ۱۰۰۰ نفر جمعیت در ایران است.

## امکانات شهری
شهر گراب سفلی دارای کتابخانه‌ای به نام کتابخانه لوداب است.
در سال ۱۳۸۷ در دور دوم سفر محمود احمدی‌نژاد، رئیس‌جمهور وقت، طرح گازرسانی به شهرگراب سفلی، وشهر قلعه رئیسی و دیشموک و ۸۰ روستا پیشنهاد شد.